# Alpine Lake/Ata Puai
Der Alpine Lake/Ata Puai ist ein See im Westland District der Region West Coast auf der Südinsel von Neuseeland.

## Geographie
Der Alpine Lake/Ata Puai befindet sich auf einer ungefähren Höhe von 95 m, rund 2,7 km nordöstlich des 
Waiho River, rund 3,4 km nordwestlich des Lake Mapourika und rund 3,8 km südöstlich der Küste zur Tasmansee. Der See, der über keine erkennbaren Zuflüsse verfügt, umfasst eine Fläche von 58,9 Hektar und erstreckt sich über eine Länge von rund 1,4 km in Südsüdwest-Nordnordost-Richtung, bei einer Breite von rund 575 m in Westnordwest-Ostsüdost-Richtung. Der Umfang des Sees beträgt rund 3,55 km.
Eine Entwässerung des Sees findet nur beim Überlauf über einen kleinen Bach in nordwestliche Richtung zum Five Mile Creek statt, der in nordwestliche Richtung fließend schließlich in die Tasmansee mündet.

## Flora und Fauna
Der See ist vollständig von Wald- und Buschland umgeben.